# Showmatch
Showmatch ist eine argentinische Spielshow, die seit 2005 im Fernsehen gesendet wird. Ursprünglich wurde sie auf Canal 9 gesendet, 2006 wechselte sie zu Canal 13. Moderiert wird die Sendung von Marcelo Tinelli, dessen Produktionsfirma Ideas del Sur auch die Show produziert.
Die Show ist Nachfolgesendung der Humorsendung Videomatch, das Konzept wurde allerdings stark überarbeitet. Statt Humor wie in der Ursprungssendung werden verschiedene Wettbewerbe ausgetragen, die zum Teil lokale Adaptionen ausländischer Formate sind. Sie gehört zu den kommerziell erfolgreichsten Formaten im argentinischen Fernsehen.

## Konzept
In der ursprünglichen Fassung von 2005 fanden Wettbewerbe statt, in denen normale Personen in verschiedenen Disziplinen gegeneinander antreten konnten, etwa Geschicklichkeit, Gesang, Tanz oder Humor. Diese wurden von einer Jury bewertet und konnten in mehreren Runden Preise gewinnen.
2006 wurde das Konzept etwas abgeändert, indem die beiden Segmente Bailando por un Sueño (Tanzen für einen Traum) und Cantando por un Sueño (Singen für einen Traum) eingeführt wurden, die sich in der Show abwechselten. Diese Segmente basieren auf einem von der mexikanischen Produktionsfirma Televisa adaptierten Konzept, das ursprünglich auf die britische Spielshow Strictly Come Dancing zurückgeht. 
Jeweils ein Amateurtänzer bzw. -sänger tritt im Duo mit einem Prominenten auf und wird dabei von einer Jury bewertet, die Teilnehmer mit den schlechtesten Noten werden nominiert und können vom Publikum aus der Sendung gewählt werden. Nach mehreren Runden, in denen verschiedene Tanz- und Musikstile präsentiert werden müssen, wird ein Sieger ermittelt. Der Sieger erhält einen Traum erfüllt, bspw. wünschte sich ein Kandidat 2006 ein neues Haus für seine Großmutter. Das weltweit sehr populäre Format solcher Tanz- und Gesangswettbewerbe wurde allerdings in Showmatch durch humoristische Elemente abgeändert, so wurden zwischen den Prominenten und Jurymitgliedern Konflikte inszeniert, um die Attraktivität für die Zuschauer zu erhöhen. Auch deshalb war die Show oft Thema in argentinischen Boulevardmedien.
2007 gab es eine erneute Abänderung des Konzepts. Der Gesangswettbewerb wurde abgesetzt und durch einen Eiskunstlaufwettbewerb (Patinando por un Sueño) ersetzt. Zudem wurde der Tanzwettbewerb insofern abgeändert, indem vermehrt erotische Elemente wie Pole Dance und Striptease eingebaut wurden. Wegen der strengen argentinischen Fernsehnormen brachte dies der Sendung zum Teil Strafen bei der staatlichen Rundfunkbehörde COMFER ein.